# 1991年电子游戏界

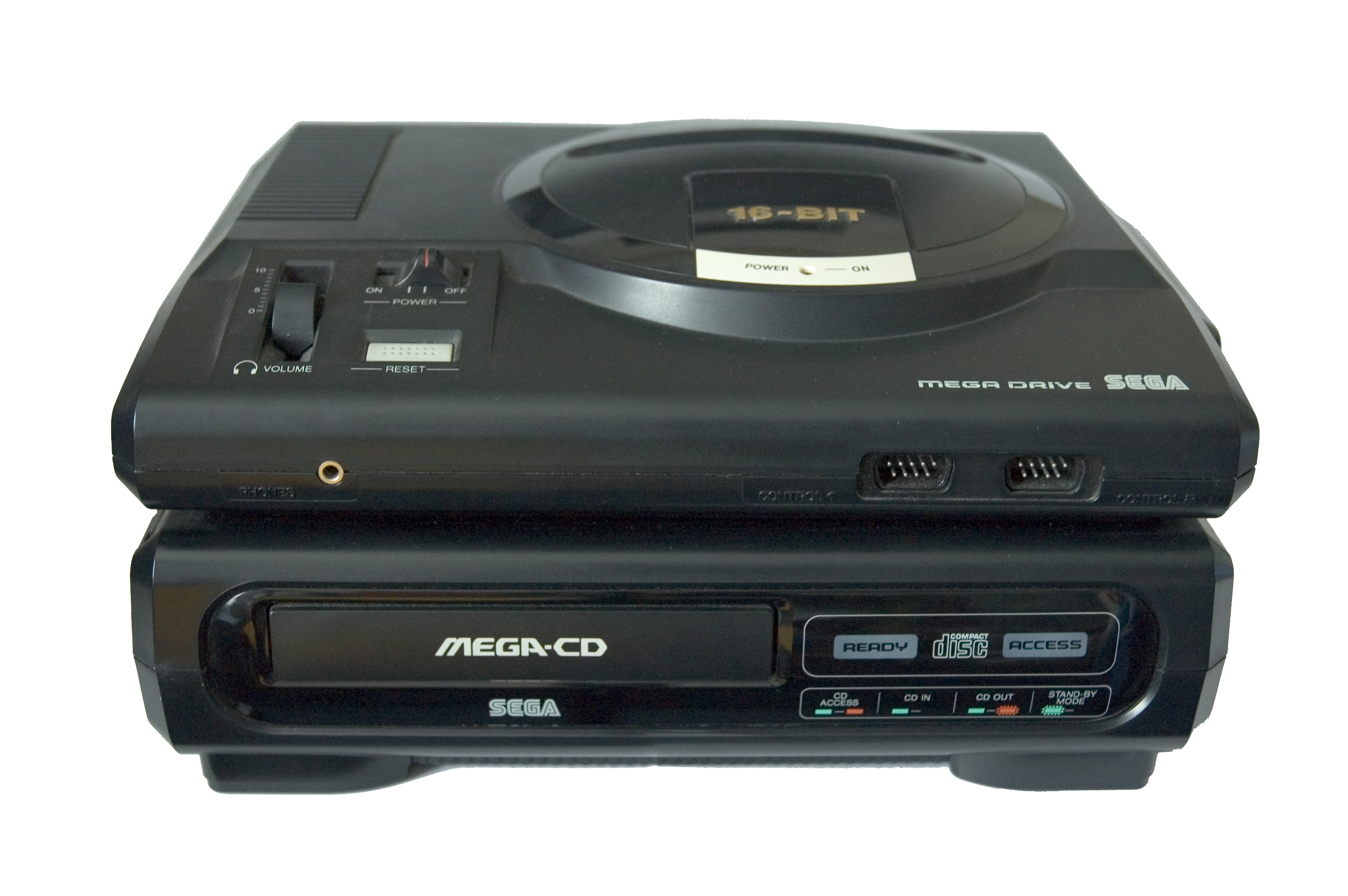
Sega Mega-CD 控制台。 这两款游戏机都是最初的发布设计，都是欧洲版本。

## 事件

### 知名发行
- 艺电在Mega Drive发行了《Road Rash（英语：Road Rash）》，开启了在1990年代一系列流行的游戏的发行。
- AOL、SSI、TSR和Stormfront Studios（英语：Stormfront Studios）合作推出了《Neverwinter Nights（英语：Neverwinter Nights (AOL game)）》，成为第一款图形化的大型多人在线角色扮演游戏。
- Delphine Software（英语：Delphine Software）在Amiga 500（英语：Amiga 500）发行了《Another World（英语：Another World (video game)）》。第一款使用多边形，而不是精灵
- 2月6日，卡普空在街机发行了《街頭霸王II》。其成为最为成功的格斗游戏并且通常被列为格鬥遊戲类型之祖。其也被认为是在当时对街机业的振兴。[1]也使在玩家间直接的锦标赛级竞赛得到流行。[2]
- 2月14日。DMA Design发行了《百戰小旅鼠》。这是一款益智游戏。要求玩家领导一群旅鼠通过危险的环境至逃脱出口。
- 5月6日，雪乐山发行了Sierra Network，其被称为第一款图像化的大型多人在线角色扮演游戏（由于其包括了The Shadow of Yserbius（英语：The Shadow of Yserbius）），TSN之后成为其更为具有纪念性的名字。在1994年被美国电话电报公司购入之后，名为ImagiNation Network。
- 6月23日，世嘉在歐美地區Mega Drive/Sega Genesis发行了《刺猬索尼克》。其之后称为了该平台捆绑游戏（英语：pack-in game）。刺猬索尼克成為游戏主角（索尼克早於同年2月26日在街機發行的《刺激賽車》中，以樣式的吊飾首次亮相），同時它成为了世嘉的吉祥物。世嘉也在世嘉Master System和Game Gear发行了这个游戏。
- 7月19日，史克威爾在日本地区发行了《最終幻想IV》，第一款在超級任天堂上发行的最終幻想系列游戏。（11月在北美发行，称为《最終幻想II》）
- 8月23日，任天堂在北美地区发行了超級任天堂，首发游戏为《超級瑪利歐世界》和《F-Zero》。《超級瑪利歐世界》是最初SNES的捆绑游戏。其成为超级任天堂销量最高的游戏之一。游戏将耀西这个角色引入了马里奥系列。
- 11月21日，任天堂在日本地区超級任天堂发行了《塞尔达传说 众神的三角力量》。
- 12月1日，LucasArts在Microsoft Windows、Amiga、DOS、FM Towns、Mac OS和AmigaOS上发行了《猴島小英雄2：老查克的復仇》。
- 12月6日，《洛克人4 新的野心！！》在日本发行。
- 12月13日，特库摩在红白机发行了《Tecmo Super Bowl（英语：Tecmo Super Bowl）》，其为当时最具革新的美式足球游戏。
- 12月16日，MicroProse制作了《文明》。席德·梅爾的最为成功的游戏。截至2005年.
- Team17在Amiga发行了其第一款流行的《Alien Breed（英语：Alien Breed）》系列。

### 硬件
- 7月，雅達利更新了其Lynx手持设备。更小的形状、更佳的屏幕和更长电池寿命。
- 8月23日，超級任天堂在北美发行。
- 12月12日，世嘉在日本地区发行Mega-CD。
- 9月，S3推出了86C911，经常被认为是第一款Microsoft Windows平台上重要的圖形處理器芯片。

## 商业
- 新公司：Vicarious Visions公司、id Software、Bungie、硅与神经键（现今暴雪娛樂）、3DO公司（创立时名为SMSG, Inc.）、Cyberdreams（英语：Cyberdreams）